# Constantine Bay
Constantine Bay – wieś w Anglii, w Kornwalii. Leży 59 km na północny wschód od miasta Penzance i 359 km na zachód od Londynu.